# صالح مرسی
صالح مرسی (زاده ۱۹۲۹ در «کفرالزیات» از استان «الغربیه» مصر - درگذشت ۱۹۹۶ اسکندریه مصر) نویسنده مصری است.

## آثار
- سکوی پنهان
- نفوذ در موساد[۳]
- شکار شکارچی
- اشک دشمن[۱]